# Calle Martínez Marina
La calle Martínez Marina es una vía pública de la ciudad española de Oviedo.

## Descripción

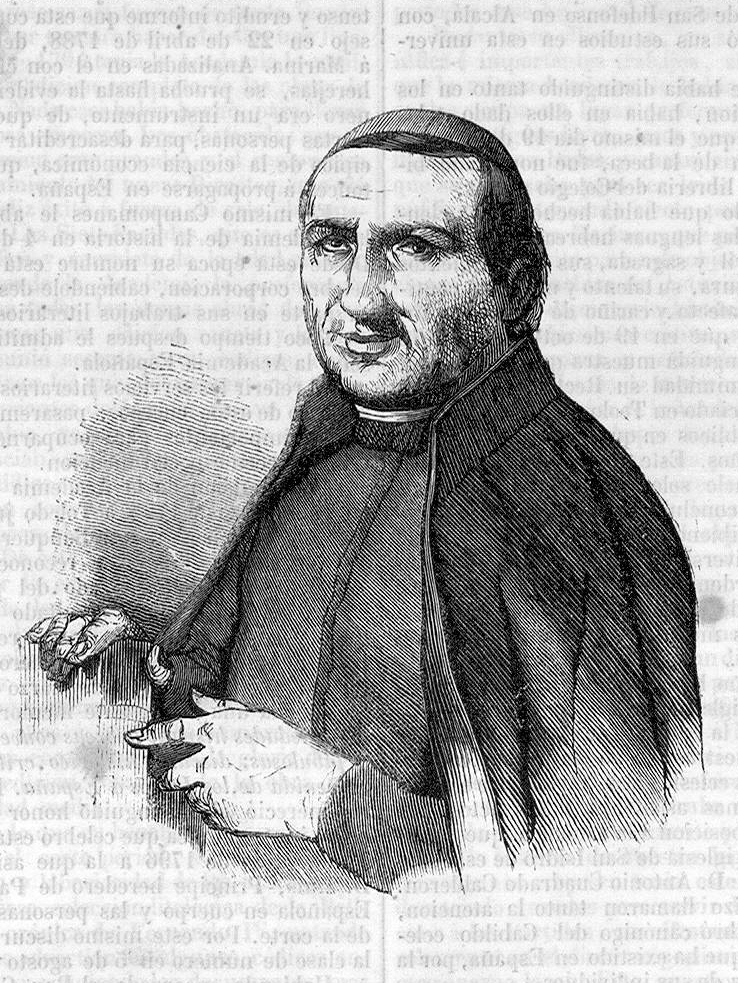
El ovetense Francisco Javier Martínez Marina, que da nombre a la calle

La vía, abierta en 1866, discurre desde la calle Campomanes hasta Rosal, donde conecta con Cabo Noval. Tiene cruce a medio camino con Quintana. El segundo tramo, el que alcanza hasta Rosal, es de construcción más reciente. Con el nombre, honra a Francisco Javier Martínez Marina (1754-1833), jurista, historiador del derecho, filólogo y sacerdote natural de Oviedo. La calle aparece descrita en El libro de Oviedo (1887) de Fermín Canella y Secades con las siguientes palabras:

Martínez Marina.—Calle abierta en 1866 entre Campomanes y Quintana, prolongada más tarde hasta terminar en la del Rosal. Por acuerdo municipal lleva el nombre esclarecido del sabio y virtuoso ovetense D. Francisco Martínez Marina.
(Canella y Secades, 1887, p. 115)